# Estado Monagas
Monagas es uno de los veintitrés estados que, junto con el Distrito Capital y las Dependencias Federales, forman la República Bolivariana de Venezuela. Su capital es Maturín y también es su ciudad más poblada.Está ubicado en la región nororiental del país, limitando al norte con Sucre, al noreste con el Golfo de Paria (océano Atlántico), al este con el estado Delta Amacuro, al sur con el estado Bolívar y al oeste con el estado Anzoátegui. Con 28 900 km² es el noveno estado más extenso y con 1 090 159 habitantes en 2023, el 12 más poblado.
Posee 13 municipios autónomos y 43 parroquias civiles. Sus principales ciudades son Maturín, Punta de Mata, Caripe, Caripito y Temblador. El Estado debe su nombre a José Tadeo, José Gregorio y José Ruperto Monagas, los tres presidentes de Venezuela durante el siglo XIX.

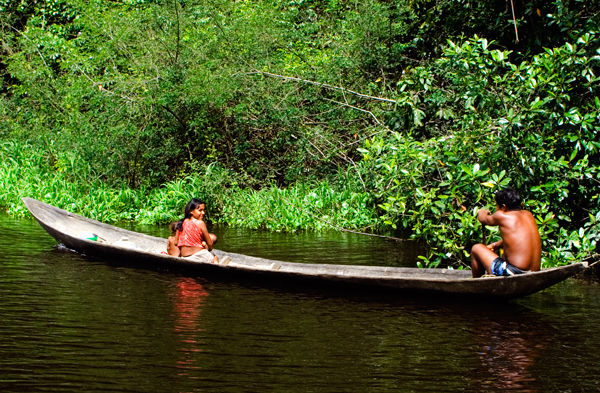
Aborígenes de la etnia Warao en el Río Morichal Largo.

## Historia
En la zona llamada Breal de Orocual del estado, se han localizados restos de dos lobos prehistóricos pertenecientes al género Homotherium.

### Etapa precolonial
Se remonta al poblamiento del territorio por aborígenes de diferentes etnias hace cientos de años, entre las que se pueden mencionar la etnia Waraos y Kariña, donde se acentuaron principalmente en el Delta del Orinoco y los indios chaimas al norte del Estado. Los primeros aborígenes en hacer presencia en la parte norte de la región fueron los indios chaima, pertenecientes a la tribu de los capaya. El misionero capuchino Fray Gerónimo de Muro con la ayuda de indios caribes, cuacas y chaimas, fundó el 7 de agosto de 1713 el poblado de San Antonio de Maturín, que actualmente es San Antonio de Capayacuar.
Aunque el poblamiento del territorio fue lento, excavaciones arqueológicas y comentarios de los cronistas de Indias señalan la existencia de una aldea bien desarrollada en Barrancas en el año 1530, cuando el Conquistador Diego de Ordaz pasó por la zona en busca de El Dorado. También en el siglo XVI los misioneros llegaron a las tierras altas y, lentamente la cristianización y reeducación de los indígenas se extendió al sur; estos se adaptaron así a una vida más sedentaria.
En el sitio donde hoy se encuentra Barrancas se han hallado objetos y utensilios arqueológicos que pertenecieron a las denominadas cultura barrancoide y cultura saladoide, de los cuales los más antiguos han sido fechados 1000 años antes de la era cristiana. La evidencia arqueológica que ha sido encontrada (y que aún sigue encontrándose) ha permitido establecer que Barrancas ha estado ininterrumpidamente habitada al menos desde el siglo XI de nuestra era, lo cual la convierte en la localidad más antigua de Venezuela y una de las más antiguas del continente americano.

### Colonización Española
Diego de Ordaz, explorador español obsesionado con hallar el legendario sitio de El Dorado, llegó a la aldea en agosto de 1531 tras remontar el río Orinoco por el Caño Manamo. Impresionado por su número de habitantes —el cual estimó en «más de 400 bohíos»— decidió descender y entrevistarse personalmente con el cacique "Naricagua", señor de sus territorios, cuyo nombre del río "Uyapari" estaba asociado al poblado. El cronista Juan de Castellanos, en su célebre Elegías de varones ilustres de Indias lo describe como «pueblo de potente fue de gran gentío que sobre las barrancas iba puesto del Cacique de Uyapari señorío»
San Antonio de Capayacuar es fundado el 7 de agosto de 1713 por el misionero capuchino Fray Gerónimo de Muro con la ayuda de indios caribes, cuacas y chaimas.
El 20 de abril de 1731, el aragonés fray Antonio de Blesa fundó Santo Domingo de Guzmán de Caycuar, la zona estaba habitada por chaimas y parias cuando llegaron los misioneros capuchinos, este asentamiento más tarde sería llamado Caicara de Maturín.
Una misión católica de indios chaimas con el misionero capuchino Pedro de Gelsa, funda el 12 de octubre de 1734 el poblado San Miguel Arcángel de Caripe, que posteriormente se convertiría en Caripe.
Maturín es fundada el 7 de diciembre de 1760 por el fraile capuchino Lucas de Zaragoza.
El territorio donde está actualmente Aguasay, fue fundado en 1769 por el Fraile Manuel de La Mata.
Uracoa es fundada en 1784 por el Fraile José de Manzanera. En 1799 el geográfo alemán Alejandro de Humboldt y el francés Aimeé Bonpland visitaron Caripe como parte de su viaje por Venezuela. Otros exploradores famosos que recorrieron el área fueron el italiano Agustín Codazzi (1835) y el alemán Ferdinand Bellermann (1843).

### SiglosXIXyXX
En 1856 se creó la provincia de Maturín, separada de la de Cumaná. Para 1864 se ratificó el Estado Maturín. Pero en 1879, Monagas fue anexado al Estado de Oriente y, desde 1891 hasta 1898, perteneció al Estado Bermúdez.
En 1904, Maturín se convirtió en la capital del distrito Monagas del Estado Bermúdez, cuya capital era Cumaná. Durante mucho tiempo, Monagas fue un Estado sumamente pobre. Durante los siglos XVI y XVII, los llanos y ciénagas al norte del Orinoco, bajo el dominio de los caribes, realizaban alianzas con los franceses y holandeses como política de resistencia tenaz contra la dominación española. En mapas antiguos estas tierras reciben el nombre de Caribana, reino de los Caribes.
En 1909 fue creado el Estado Monagas con sus límites actuales. En honor al general José Tadeo Monagas.  En 1924 la Standard Oil Company inicia las actividades de exploración petrolera en el área de Caripito que experimenta un leve repoblamiento. Con el reventón del pozo Moneb N° 1, en el campo Quiriquire en 1928, se inicia la explotación petrolera y el área alcanza un impulso importante en su desarrollo urbano por la llegada de mano de obra migrante en particular de las islas del Caribe.
En 1929 la Standard Oil Company empieza a construir el patio de almacenamiento y el muelle de aguas profundas sobre el río San Juan y el 15 de octubre de 1930 el tanquero Creole Bueno salió del puerto de Caripito con 20 mil barriles de petróleo con destino a Trinidad.
En 1935 se inaugura el terminal acuático de Caripito ubicado en el Río San Juan en donde llegaban hidroaviones S-42 de la empresa Pan American Airways que lo incluyó en la ruta centroamericana y del Caribe.
En 1936 el aeropuerto internacional de Caripito es seleccionado por la famosa aviadora Amelia Earhart y su navegante Fred Noonan como la segunda escala de su viaje alrededor del mundo pernoctando en las instalaciones de la Standard Oil Company. El acontecimiento fue ampliamente publicitado en la prensa mundial y la empresa les presto el apoyo logístico para continuar el vuelo por Sur América.
El 15 de noviembre de 1940 es fundada la ciudad de Punta de Mata. El 28 de diciembre de ese mismo año se hizo la perforación del primer pozo petrolero en esa zona, además la Asamblea Legislativa de Monagas consideró la conveniencia de crear el distrito Bolívar e integró a su territorio los municipios Punceres y Colón, designando como capital a Caripito, según decreto del 19 de enero de 1940, firmado por el gobernador José María Isava el 30 de enero del mismo año.
Bajo la dirección de la Corporación Venezolana de Guayana en 1966, el ingeniero José Joaquín Cabrera-Malo y Darío Boscán Odor llevaron a cabo la siembra de varias hectáreas de pino caribe entre Barrancas y la cercana localidad de Uverito, actividad que impulsó notablemente el desarrollo de la zona; hacia la década de 1970 fue la población y puerto más importante del estado Monagas, principalmente debido a la falta de conexión vial terrestre hacia las principales ciudades cercanas, como Tucupita (Delta Amacuro) y Puerto Ordaz (Estado Bolívar), aunque hoy en día sigue siendo un centro importante de acopio de mercancías y pasajeros hacia esas ciudades. 
En 1976 los activos de la Creole son nacionalizados y pasan a ser manejados por Lagoven, más tarde por Corpoven y ahora por PDVSA en asociación con Repsol. Al clausurar la refinería en 1976 y el terminal petrolero en 2002 se intenta potenciar la actividad agrícola para aprovechar las zonas fértiles mediante el cultivo del cacao, la pimienta, el ocumo chino, el ocumo blanco y la yuca.
El periódico El Oriental es fundado en 1982 en la ciudad de Maturín. El 20 de agosto de 1983 la Asamblea Legislativa del estado declara la creación del Consejo municipal del municipio Libertador, de acuerdo a lo establecido en la ley de División Político Territorial del Estado Monagas, permitiendo la creación del municipio Libertador. Desde 1989 con las reformas administrativas que se aprobaron para todo el país el estado Monagas eligió por primera vez de forma directa y secreta su propio gobernador y Asamblea Legislativa (llamada desde el 2000 como Consejo Legislativo). María Elena de Cañizales, fue elegida alcaldesa del municipio Maturín por voto directo, para el período 1989 – 1992, representaba al partido Acción Democrática.
A raíz de la pandemia de enfermedad por coronavirus en el mundo, en el Estado Monagas se confirmó el primer caso el 21 de marzo de 2020 en la ciudad de Maturín. Se obligó como medida de prevención una cuarentena social en todo el estado y a la reducción de horarios laborales en las localidades más pobladas.
Nicolás Maduro anunció a Yelitza Santaella como Ministra de Educación y fue asignado a Cosme Arzolay como gobernador del Estado Monagas, el 24 de agosto de 2021. En septiembre, Arzolay realizó cambios en su gabinete, interviniendo las Secretarias de Gestión Pública, Planificación y desarrollo, Gasmaca, Dirección Regional de Salud, Aguas de Monagas y Dirección de Comunicaciones. En diciembre, Ernesto Luna fue electo como gobernador del Estado Monagas para el período 2021-2025. Para el 19 de agosto de 2023, se estableció el Órgano Superior del Turismo, con el fin de impulsar el turismo en el estado.
El Consejo Legislativo Socialista del estado Monagas, se aprobó la creación del Servicio autónomo del Cuerpo de bomberos del estado,de igual manera se validó la Ley del Premio Estadal de Periodismo del estado Monagas con de denominación de "Eco de Maturín" en honor al primer periódico en circular en el estado.
En 2025, es reelecto Ernesto Luna como gobernador del Estado.

## Geografía
El estado Monagas posee una superficie de 28.900 kilómetros cuadrados, lo que representa el 3,15% de la superficie total de Venezuela, siendo equivalente en tamaño a países como Armenia o Albania.  El Delta de Monagas es donde confluyen las aguas del río Orinoco con acceso al Océano Atlántico, la intrincada selva es pantanosa, alberga fauna y más de 450 especies de aves.

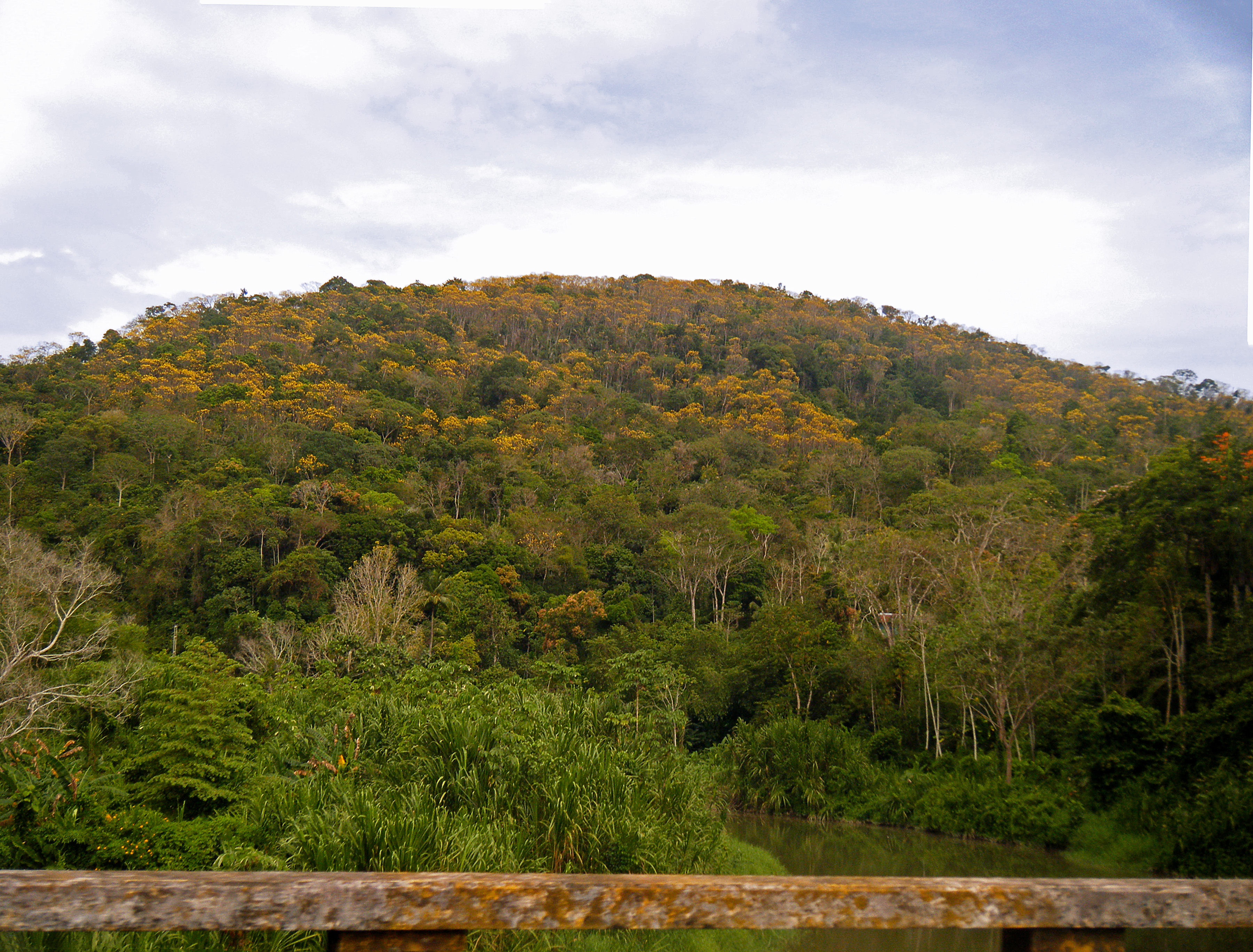
Sobre el Río Caripito, Monagas

### División político-territorial
El Estado Monagas está dividido en 13 municipios y 37 parroquias.

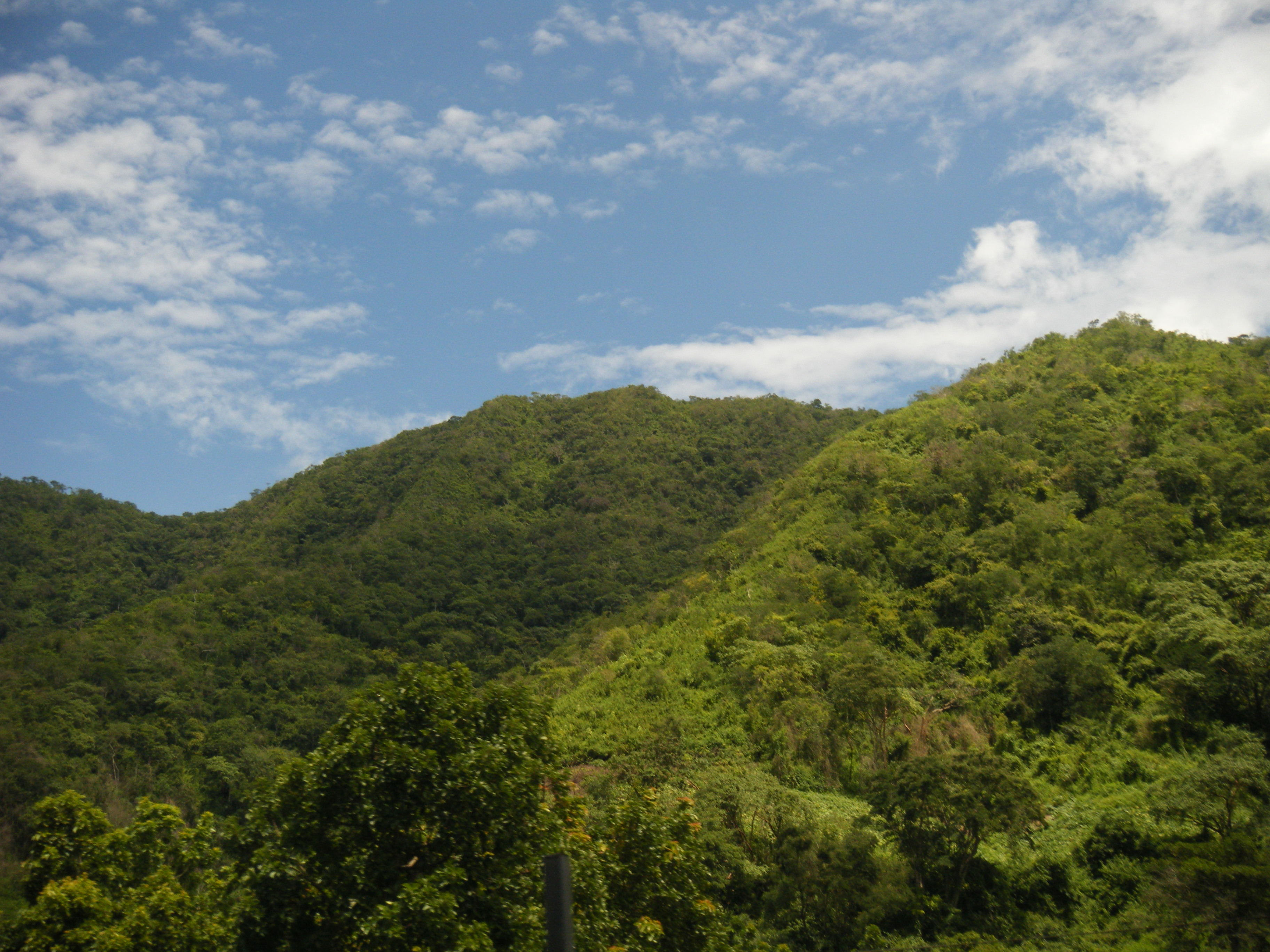
Municipio Acosta

| Municipios de Monagas |
| --- |
| Océano Atlántico Anzoátegui Delta · Amacuro Sucre Caripe Acosta Cedeño Piar Punceres Bolívar Maturín Aguasay E. Z. Santa Bárbara Libertador Uracoa Sotillo |

### Hidrografía

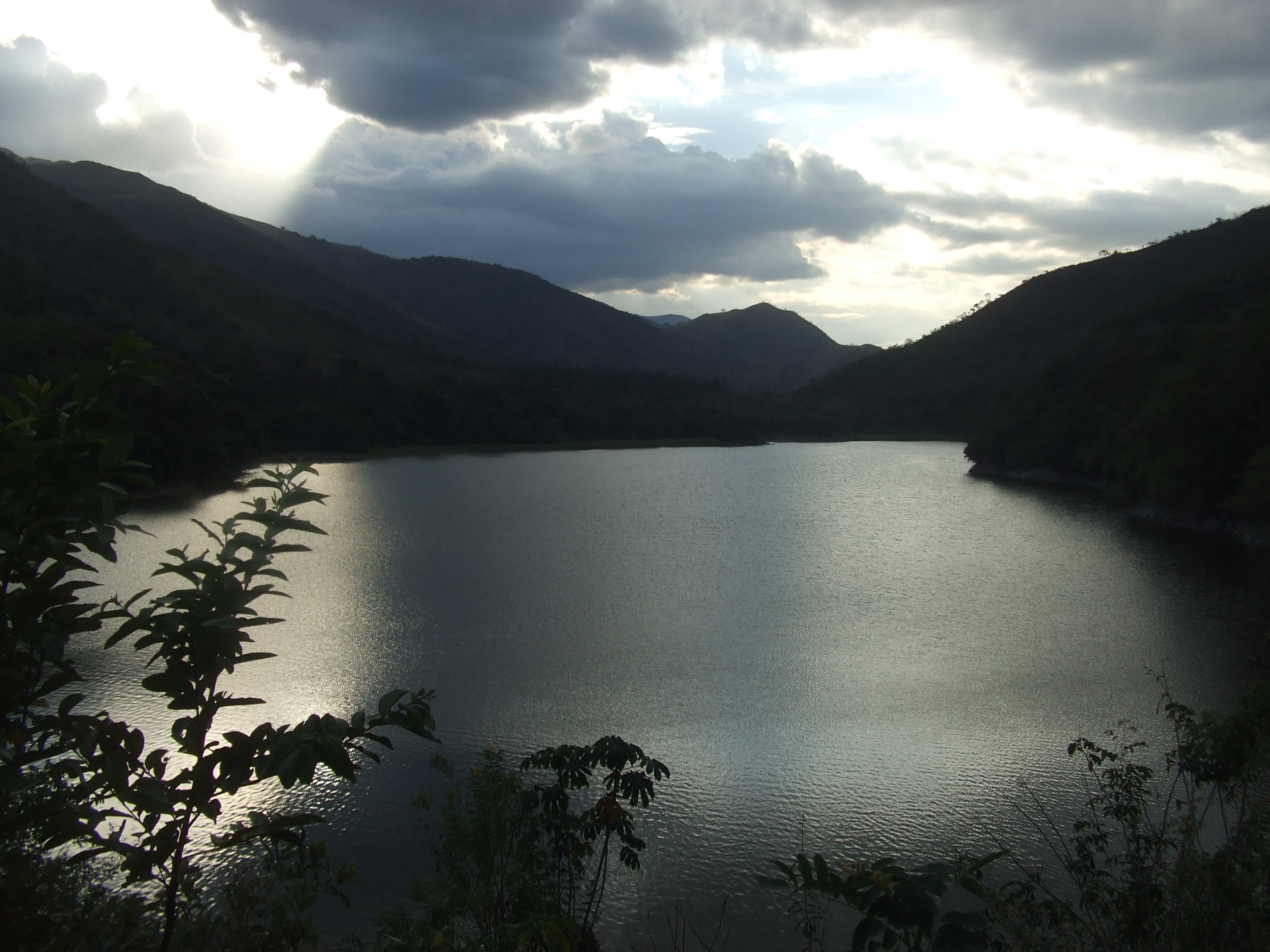
Embalse del Guamo en Monagas

Cuenta con una extensa red hidrográfica con una distribución geográfica bastante uniforme, destacando el río Guarapiche en el sector de las mesas. Los ríos son numerosos y de poca profundidad, marcando la terminación del piedemonte en el cual se localizan tres hoyas fluviales con rumbo norte-sur que son: la de los ríos Amana-Areo, Guarapiche, Púnceres-Aragua. De oeste a este atraviesan el estado los ríos Tácata, Tonoro, Caris, Guanipa y El Tigre. El Estado Monagas, posee una gran cantidad de ríos moderados y riachuelos, entre los principales están;
- Guarapiche.
- Amana
- Mapirito.
- Río Tigre.
- Morichal Largo.
- San Juan.

Chorrerón es la cascada más alta del Estado Monagas con 150 metros de altura. Se localiza a unos 8,4 kilómetros de Sabana de Piedra.

### Relieve
El relieve terrestre en Monagas es muy diverso, custodiado por la Serrania del Turimiquire hasta las planicies del sur. Uno de los puntos más altos es el Cerro Negro, con una altura de 2.280 metros sobre el nivel del mar, se localiza en Sabana de Piedra, Municipio Caripe. El paisaje de montaña presenta un material geológico de edad cretácea, constituido exclusivamente por rocas sedimentarias, predominantemente areniscas, lutitas y calizas, siendo las formaciones geológicas principales: El Cantil, Barranquín, Guayuta y Querecual; tiene elevaciones entre 400 y 2 300 m.s.n.m, con valles y depresiones importantes.

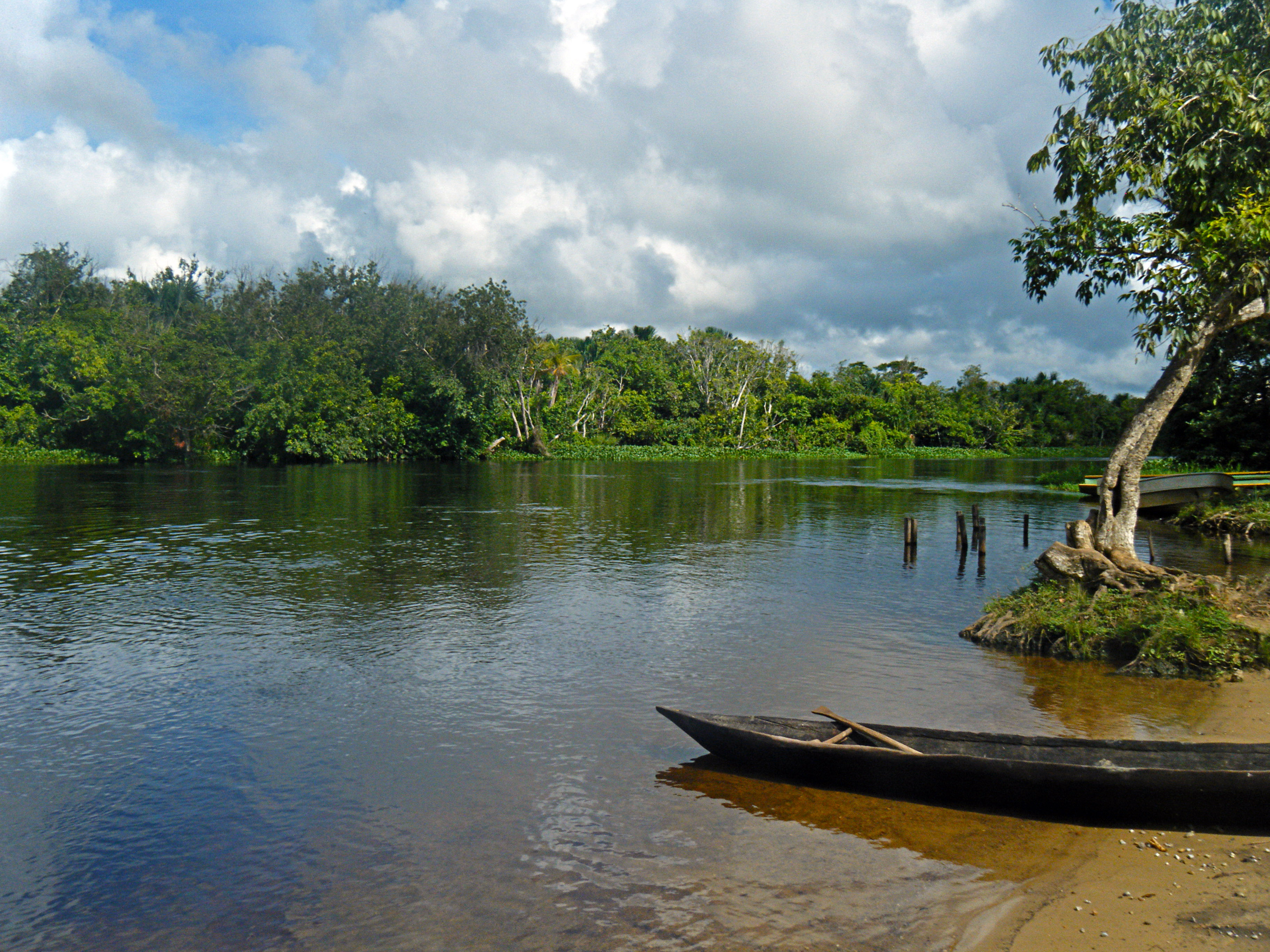
Río Morichal Largo, Estado Monagas

### Clima
Dominado por un clima tropical lluvioso con algunas variaciones locales que responden a diversos factores como la altura, el viento y la cercanía con el mar. La mayor parte del estado, en la franja sur, presenta un clima propio de las sabanas con estaciones de sequía que pueden prolongarse hasta por seis meses, lo que produce una fuerte escasez de agua. La temperatura media anual de Monagas, es de aproximadamente 33 °C. En Maturín, Temblador y Uverito, se registran temperaturas medias entre 32° y 34 °C.

### Fauna
Entre la diversidad en fauna que posee el Estado Monagas, resalta el Guacharo ave endémica de la cueva con el mismo nombre en el municipio Caripe. También se han reportado algunos felinos como el Jaguar al sur del estado, al igual que el Cunaguaro y el León de Montaña al oeste en las cercanías de la comunidad de La Leona o Mundo Nuevo. Entre otros animales se tienen los mencionados en el Libro Rojo de la Fauna venezolana:

#### Mamíferos
- Murciélago de ventosas mayor (Thyroptera lavali), se localiza al sur del estado y por el río Morichal Largo.
- Cunaguaro (Leopardus pardalis).
- Perro de agua (Pteronura brasiliensis).
- Danta (Tapirus terrestris). Esta especie dio nombre a un caserío del Municipio Bolívar llamado El Danto.

#### Aves
- Águila arpía (Harpia harpyja), se localiza en las cercanías al río Guarapiche.
- Colibrí coludo de Caripe (Aglaiocercus berlepschi), ave endémica de Venezuela.
- Fafao gargantiblanco (Premnoplex tatei).
- Guacharo (Steatornis caripensis).
- Chiví cabecigris (Basileuterus griseiceps).
- Atrapamoscas de Caripe (Phyllomyias urichi).

#### Reptiles
- Tortuga arrau (Podocnemis expansa).

#### Invertebrados
- Catópido ciego de la cueva del Guácharo (Neotropospeonella decui).

### Flora y vegetación
El Estado Monagas cuenta con una biodiversidad muy amplia en comparación con otros estados de Venezuela. Se han catalogado más de 2000 especies de flora vascular dentro del territorio monaguense. El árbol más simbólico del estado es el Moriche, que se localiza principalmente a lo largo del río Morichal Largo, a pesar de ser una especie que abunda en el río Morichal Largo, el Libro Rojo de la Flora venezolana de 2003, ha catalogado la palma de moriche como vulnerable. La vegetación dominante al norte del estado Monagas, es el bosque húmedo, como el que se encuentra en la zona montañosa del valle del Río San Juan y los municipios Acosta y Caripe. En estas zonas frías, es posible el cultivo de plantas templadas como fresas y rosas. Sin embargo, en las regiones llanas, hacia el sureste del estado, domina una vegetación de sabana intertropical, como los matorrales espinares, pastizales, cujíes o merey (Anacardium occidentale) y otras variedades que se han adaptado a las condiciones del estado, tales como la Ceiba, jobo, pino caribe, jabillo y algarrobo. Otra variación de la vegetación presente en el estado Monagas, puede encontrarse a lo largo de las riberas de los principales ríos, donde se han formado extensos bosques de mangles, palmas y morichales.

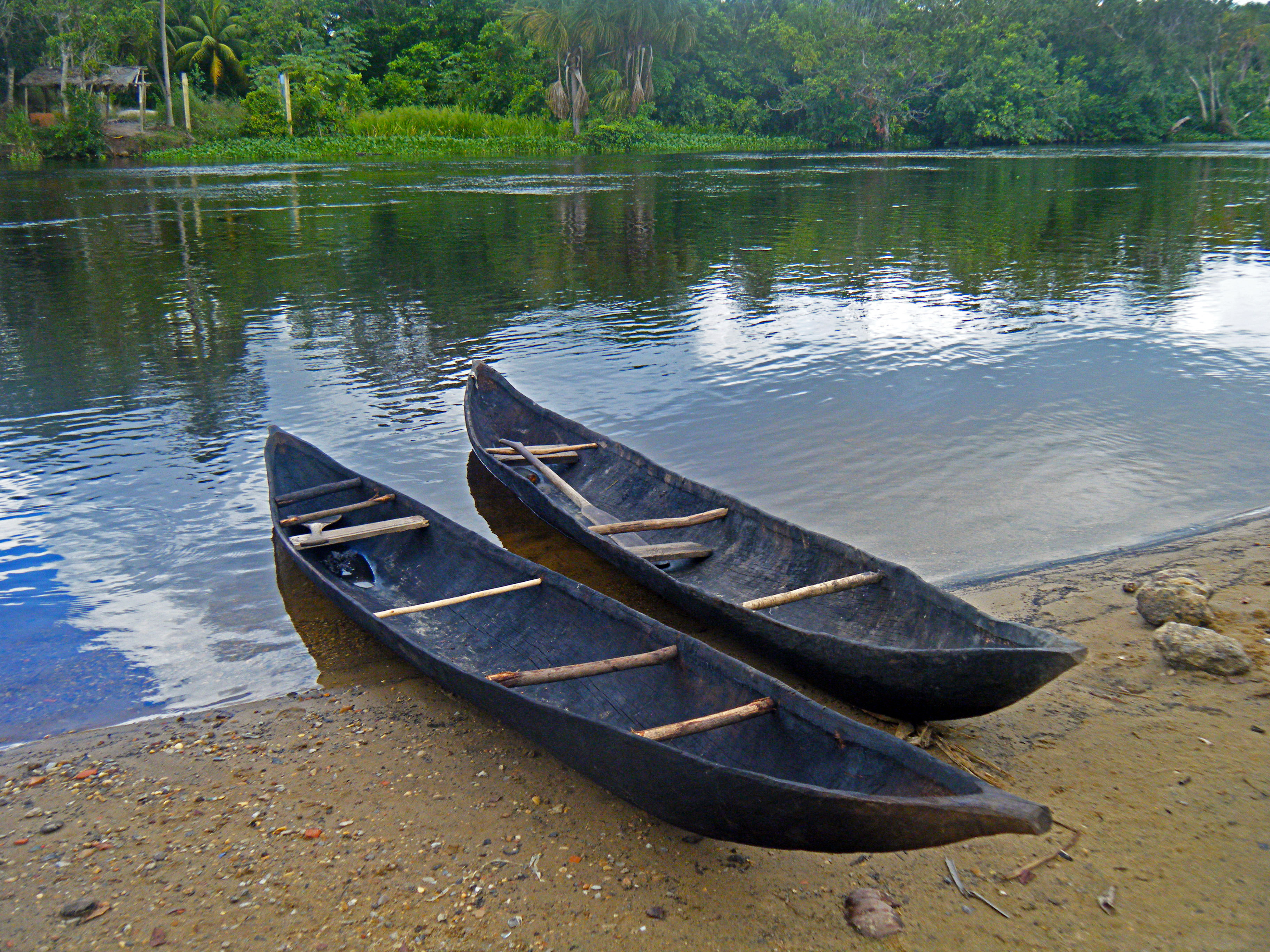
Playa en un río de Monagas

### Áreas protegidas
- El parque nacional Cueva del Guácharo fue creado en mayo de 1975 por el gobierno venezolano para proteger el ecosistema que rodea a la cueva del Guacharo. El parque tiene una superficie de 155 kilómetros cuadrados y abarca las zonas montañosas de los municipios de Acosta y Caripe en el estado Monagas y del municipio Ribero en el estado Sucre.

- El Monumento Nacional Alejandro de Humboldt puede ser ubicado dentro del parque El Guácharo. Este monumento nacional fue creado en 1949 para proteger la cueva del Guácharo. Este monumento nacional lleva el nombre del explorador alemán Alejandro de Humboldt, quien visitó la cueva del Guácharo en 1799.

- La Reserva Forestal de Guarapiche, que protege los bosques de galería ubicados en las riberas de los ríos Guarapiche y San Juan.

## Demografía
Según el Instituto Nacional de Estadísticas de Venezuela, en el censo nacional de población realizado en 2011, el Estado Monagas presenta una población de 905 443 personas y la distribución por sexo de esta población es 51,5 % hombres y 48,5 % mujeres.
El Municipio Maturín posee más de la mitad de la población. Desde la década de los años 1920 el estado ha experimentado un gran aumento demográfico, como consecuencia de la actividad petrolera.
Las ciudades más pobladas son: Maturín (655 423hab.), Punta de Mata (77 528 hab.), Caripe (39 353 hab.), Caripito (42 777 hab.) y Temblador (61 450 hab.).
Dentro del Estado Monagas se pueden localizar cuatro etnias de pueblos aborígenes como lo son los Warao, Kariñas, Chaimas y Eñepas.
En Monagas viven también extranjeros, principalmente libaneses, sirios, colombianos, chinos, españoles, portugueses e italianos.

## Economía

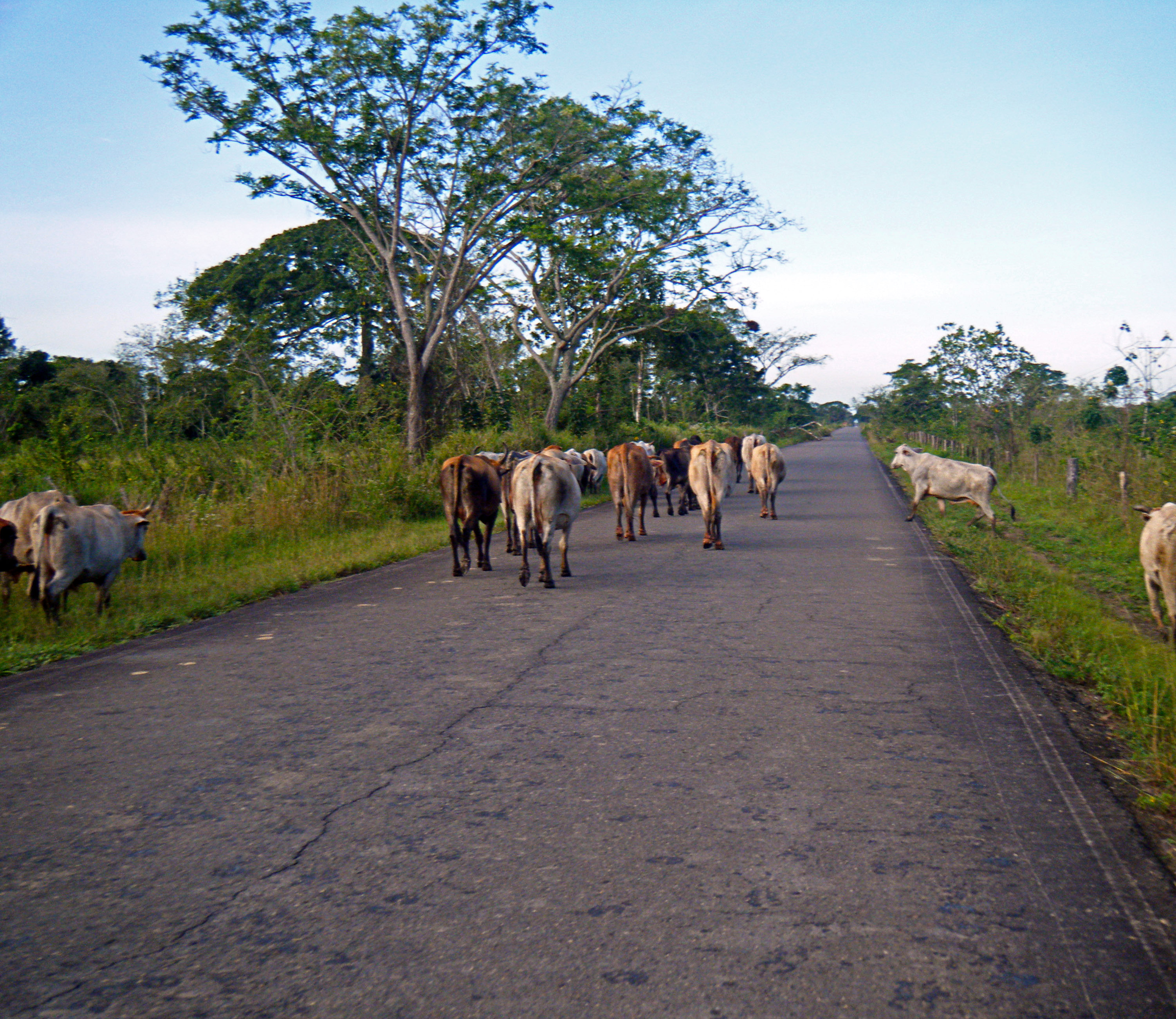
Ganadería en el Estado Monagas.

Monagas posee yacimientos de petróleo (municipios Maturín, Ezequiel Zamora y Libertador). Parte de la Faja del Orinoco se encuentra al sur. Como resultado de la actividad petrolera; la construcción, la actividad financiera y el sector servicios han repuntado notoriamente, sobre todo en Maturín.
En Monagas se cultiva el café (municipios Caripe y Acosta), la caña de azúcar, el cacao (municipio Bolívar), la batata, el tabaco, el ñame, maíz, sorgo, entre otros cereales. El Estado Monagas es uno de los mayores productores de Yuca o mandioca de Venezuela. Para 2023, se estima 15 mil millones de kilos de maíz amarillo para el procesamiento de harina de maíz precocida y alimentos concentrado para animales. La ganadería bovina registra cifras significativas, al igual que la explotación forestal y se ha invertido en la cría de cerdos. En el estado existen plantaciones de Palma africana. En la formación El Cantil se encuentra depósitos de calizas.
Por otro lado, se presenta con mínimo relevancia la actividad económica de Acuicultura en los sectores de Los Pozos de Guanipa y Las Puerticas.
Cuenta con industrias licoreras como, Alcoholes y Añejos Monagas e Industrias Bravo & cia. También en el área láctea con una producción de queso está la empresa La Bufalita,quien desde 2018 empezó a exportar hacia los Estados Unidos. En cuanto a la producción de productos como salsa picante, inglesa, soya, de ajo, de ají, mostaza, pasta de ají y vinagre, la empresa Industrias Don Pedro, fundada en 1985 cuenta con exportación a países como Chile.La Planta de Alimentos Monagas se encarga del procesamiento de harina precocida a partir de maíz amarillo.
En 2024, se crean el gobernador Ernesto Luna entabló relaciones comerciales con la región en Shandong en China, particularmente en tecnologías agrarias, con maquinarias agrícolas como tractores y sistemas de riegos.
En el estado se suelen realizar eventos como Monagas ExpoAgroindustrial, relacionada con el área agroindustrial.

### Industria forestal
El Estado Monagas posee el bosque artificial más grande de mundo, localizado en Uverito, Municipio Libertador. Cuenta con al menos 500.000 hectáreas de árboles sembrados, con las especies de pino caribe en su mayoría, también acacia mangium y eucalipto. Las empresas presentes en este sector forestal son Madera Orinoco y Madera Venezuela y Turquía (Mavetur), con la capacidad de extraer de la madera reducida en astillas, partículas y escamas de madera, para generar productos como celulosa, tableros de partículas y fibras, bioenergía.

### Empresas notables
La principal empresa en el Estado Monagas es PDVSA y sus diferentes asociadas como PDVSA-Gas.

## Infraestructura

### Salud
El principal centro de Salud del Estado Monagas es el Hospital Manuel Nuñez Tovar que se localiza en la ciudad de Maturín.

### Servicios público
El Estado Monagas cuenta con la Planta Potabilizadora del Bajo Guarapiche, la más grande del estado y principalmente surte a la capital Maturín. Además, en la gestión del gobernado Luna se habilitó la planta de Mundo Nuevo y el sistema de almacenamiento de Alto Guri.

### Seguridad
En gran parte del Estado Monagas, hay presencia militar, entes de investigación criminalística y policial estadales. La policía se le suele conocer como polimonagas.

#### Cárceles
La principal cárcel del Estado Monagas se localiza en el municipio Maturín, en la parroquia La Pica, la cual se denomina así mismo, carcel La Pica.

### Transporte

#### Transporte aéreo
El aeropuerto principal para todo el Estado Monagas, es el Aeropuerto Internacional José Tadeo Monagas, se realizan vuelos principalmente hacia Caracas y la Isla de Margarita. Internacionalmente se realizaban vuelos con destino a Santo Domingo, República Dominicana.

#### Transporte terrestre
Una de las principales terminales de autobuses del estado se localiza en la ciudad Maturín, conocida como la Terminal Interurbana de Maturín, otras capitales de los municipios también poseen terminales de buses.
Una de los grandes entes del sector de transporte en el Estado es Transmonagas, empresa pública encargada del transporte en la ciudad de Maturín y entre los municipios que conforman el Estado Monagas.

#### Transporte marítimo
El Puerto de Caripito, surge a raíz de un viejo muelle petrolero.

#### Ferrocarril
En 1955, se había proyectado en la SEGUNDA ETAPA del PLAN FERROVIARIO NACIONAL una vía de ferrocarril que partiría desde Caripito pasando por Maturín hacia el Estado Anzoátegui.
Según el proyecto del Sistema Ferroviario Nacional de Venezuela de 2006, para el Estado Monagas están proyectadas dos líneas de ferrocarril del Sistema Ferroviario Oriental. Una de las rutas planteadas es la línea Nororiental, estructurada desde el Estado Bolívar, pasando por Temblador, Maturín, Cachipo, Caripito para finalizar en el Estado Sucre. Y la otra ruta, la Línea Eje Norte Llanero, que sería un tramo partiendo desde el municipio Tinaco, Estado Cojedes, pasando por los Estados Guárico y Anzoátegui, entrando al Estado Monagas por Anaco, con una estación en Punta de Mata y finalizando en Maturín, que a su vez conectaría con la Línea Puerto Ordaz (Bolívar) - Maturín - Manicuare (Sucre).

## Educación
El Estado Monagas presenta unidades educativas públicas y privadas desde preescolar, primaria, secundaria y diversificado.
En 2023, cuenta con 66 instituciones educativas privadas de 108 colegios que había en el estado en años anteriores.

### Universidades
Monagas posee diversas universidades e institutos de educación superior, públicas y privadas, que ofrecen carreras de distintos sectores e índole.
Aguasay
- UNEFA

Caripe
- Universidad Nacional Abierta (UNA, Unidad de Apoyo Caripe).

Caripito

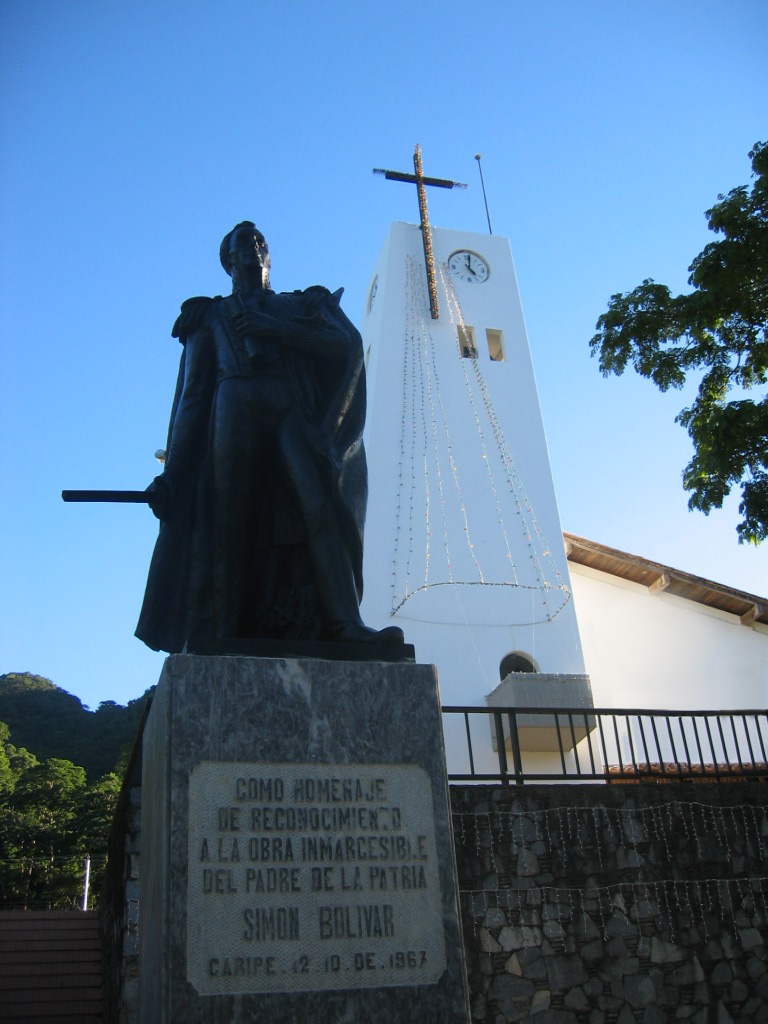
Iglesia del Santo Ángel Custodio en Caripe.

- Instituto Universitario de Tecnología Caripito.
- Universidad Politécnica Territorial del Norte de Monagas "Ludovico Silva".
- Universidad Nacional Abierta (Unidad de Apoyo Caripito).
- Universidad Simón Rodríguez (Unidad de Apoyo Caripito).
- Universidad Bolivariana de Venezuela (Unidad de Apoyo Caripito).
- Escuela de Chocolatería y Negocios Águeda de Méndez.

Maturín
- Universidad Nacional Experimental Rómulo Gallegos (UNERG) — Núcleo de Monagas, orientada a la ciencia de la salud. Se localiza en la parroquia Las Cocuizas de la ciudad de Maturín. Desde el 2020 ofrece cátedras de Medicina, Fisioterapia y Enfermería. En 2022, incorporó Psicología, Radiodiagnóstico, Nutrición y Dietética, Citotecnología y Odontología.
- Instituto Universitario Politécnico Santiago Mariño (IUPSM) — Extensión Maturín.
- Universidad de Oriente (UDO) — Núcleo de Monagas.
- Universidad Gran Mariscal de Ayacucho (UGMA) — Núcleo Maturín.
- Instituto Universitario de Tecnología Industrial Rodolfo Loero Arismendi (IUTIRLA) — Sede Maturín.
- Universidad Nacional Experimental Simón Rodríguez (UNESR) — Extensión Maturín.
- Universidad Bolivariana de Venezuela (UBV) — Núcleo de Monagas.
- Universidad Pedagógica Experimental Libertador (UPEL) — Extensión Maturín // Instituto Pedagógico de Maturín - (IPM).
- Instituto Universitario de Tecnología Venezuela (IUTV) — Sede Maturín.
- Universidad Nacional Abierta (UNA).
- Universidad Católica Cecilio Acosta (UNICA) (estudios a distancia).
- Universidad de Margarita (UNIMAR) (se estudia allí carreras de postgrado).
- Universidad Nacional Experimental de la Seguridad, (UNES - Centro de Formación Monagas).
- Escuela de aviación Águilas Pilot, orientado a pilotos y tripulantes de cabina. Aperturó el 10 de abril de 2014.[46]

Punta de Mata
- Universidad Nacional Abierta (Unidad de Apoyo Punta de Mata).
- Universidad Politécnica Territorial del Norte de Monagas "Ludovico Silva" — Núcleo Punta de Mata.
- Instituto Militar Universitario de Tecnología de la Guardia Nacional.
- Misión Sucre - UBV

Piar
- UNEFA

San Antonio
- Universidad Pedagógica Experimental Libertador (Núcleo Rural del Instituto Pedagógico de Maturín). La Universidad Pedagógica Experimental Libertador fue creada el 28 de julio de 1983, mediante el Decreto No.2176, del Presidente Campins. Los institutos pedagógicos públicos existentes en Venezuela (Barquisimeto, Caracas, Maracay y Maturín), que funcionaban de forma autónoma, fueron integrados a la UPEL como núcleos de la misma mediante la Resolución N.º 22 de fecha 28 de enero de 1988.

Temblador
- Universidad Nacional Abierta (Unidad de Apoyo Temblador).
- Universidad Territorial Deltaica Francisco Tamayo (Núcleo Temblador).

#### Sotillo
- Universidad Territorial Deltaica Francisco Tamayo (Núcleo Barrancas).

#### Uracoa
- Universidad Territorial Deltaica Francisco Tamayo (Núcleo Uracoa).

## Cultura
El Carnaval es una celebración que ocurre en la mayoría de los municipios del Estado Monagas, siendo el de Maturín uno de los más destacados. Por lo general se inicia con el acto para la elección de la reina del carnaval. Posteriormente se realiza un desfile por el centro de la ciudad con trajes individuales, comparsas y carrozas elaboradas por las comunidades, instituciones educativas, organismos públicos y empresas privadas. Las carrozas tienen la tradición de arrojar caramelos al público presente. En Maturín, luego del desfile se hacen espectáculos musicales en el complejo polideportivo de la localidad. Para febrero del 2024, los Carnavales de Maturín son declarados patrimonio cultural del Estado Monagas por el Consejo Legislativo Socialista del estado Monagas (Clsem).

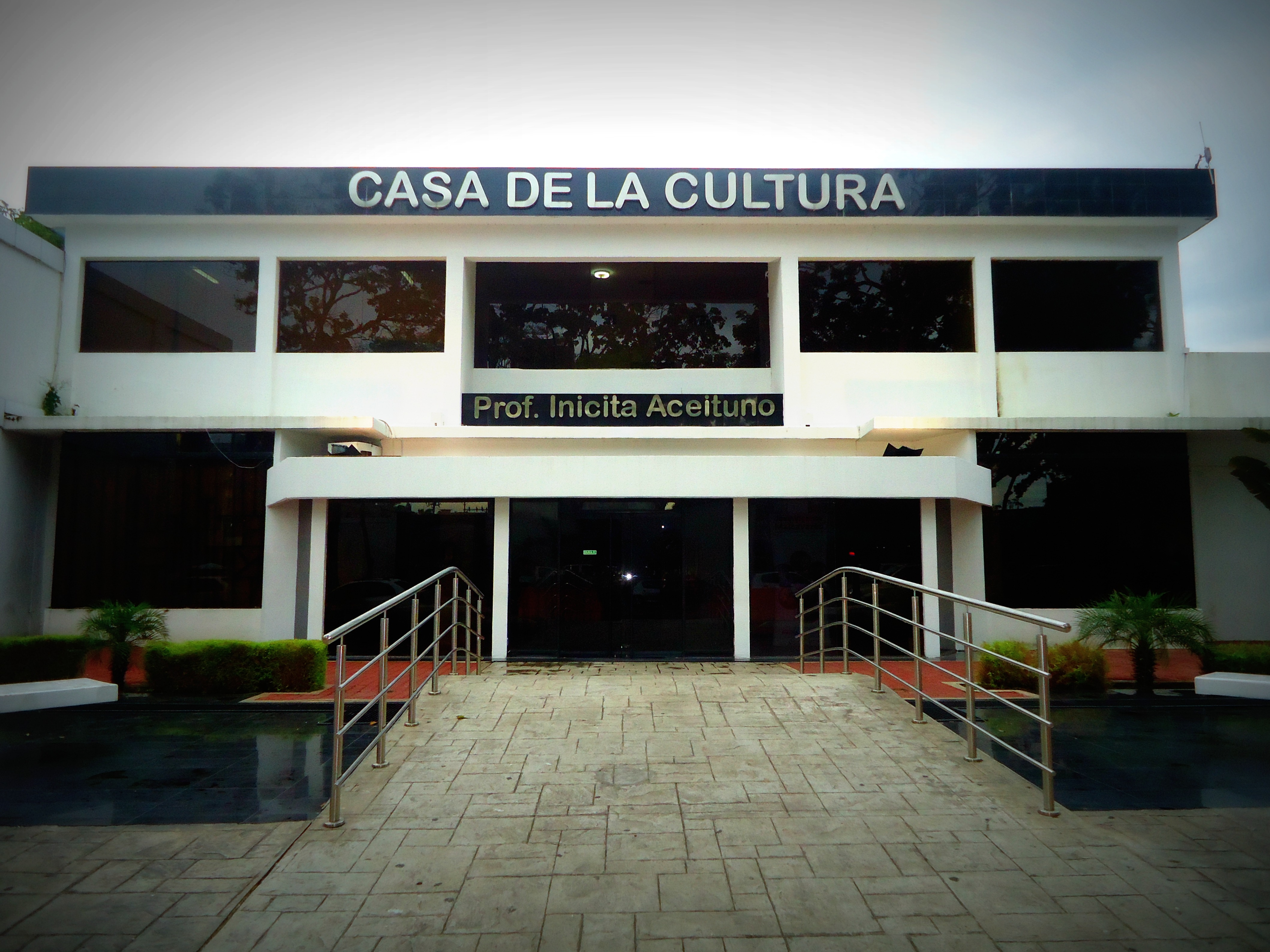
Casa de la Cultura Prof. Inicita Aceituno

La Festividad de la Virgen del Valle se celebra en el mes de septiembre. Se hacen procesiones con la imagen de la Virgen del Valle en varias zonas de la ciudad.
La Feria de San Simón se realiza para celebrar el aniversario de la fundación de la ciudad. Se efectúa en la primera semana de diciembre. Se hacen espectáculos como danzas, expoferia de alimentos, exhibición de caballos de paseo, coleo, presentaciones de grupos musicales, exposiciones agrícolas y de artesanía. Tiene lugar en el Complejo ferial Chucho Palacios. Lleva el nombre de San Simón en honor de Simón el Zelote, patrono de Maturín.
La quema de Judas, este evento ocurre los Domingo de Resurrección, donde encienden con fuego un muñeco. En los últimos años estos muñecos han sido personalizados por políticos contemporáneos.
La culebra de ipure es un baile típico de San Antonio de Capayacuar y difundido en el Estado Monagas, donde niñas o mujeres vestidas por lo general de amarillo y negro, danzas en forma del movimiento de una culebra.
La población de Aguasay es famosa por su tejido que se elabora a partir de una planta que se cultiva en esa población llamada Curagua. El 2 de diciembre de 2015, la fibra y el tejido de la Curagua de Venezuela fue declarada Patrimonio Cultural Inmaterial de la Humanidad por la UNESCO en su reunión anual, realizada en Windhoek.
El Baile del Toro de Genarito, consiste en una parranda donde la conforman varias parejas de bailadores, un toro, un médico veterinario, una enfermera, un torero y músicos. La canción del Toro de Genarito es interpretada por Juliocesar Aguilera Simoza, Oriundo de la población de Aguasay.
El Baile del mono es una danza de origen indígena, en la cual las personas se sujetan por la cintura, uno detrás del otro, y forman hileras. Guiados por alguien disfrazado de un mono, los participantes recorren las calles a la manera de un tren humano hasta la plaza del Mono. Previamente la mayoría de los danzantes oscurecen sus caras con añil y hollín y se tiñen las ropas de colores. También se juega con agua, pintura, harina, azulillo y hollín a modo de carnaval. Seguidamente "El Mono" invita a los presentes a unirse al ritual, de no hacerlo le dará leves correazos a quien se niegue se celebra anualmente todos los 28 de diciembre.
El Baile del temblador, se realizó por primera vez el 15 de noviembre de 1989. Consiste en bailar con un temblador (pez que se encuentran en los ríos más cercanos al municipio) de cartón y tela, dentro de él van tres personas y a su alrededor tres parejas. Los instrumentos que se utilizan para este baile son bandolín, cuatro, tambor y maracas.

### Festividades
- El Baile del Mono en Caicara de Maturín.
- Carnaval de Maturín.
- Feria Internacional de San Simón en Maturín.
- fiestas patronales de Barrancas del Orinoco.
- Festividad de la Virgen del Valle en Punta de Mata.
- Fiestas de San Antonio de Capayacuar.
- Monumental Semana Santa viva de Caripito
- Torneo de Pesca Deportiva Sábalo de Oro en Caripito
- Fiestas de San Miguel Arcángel en Guanaguana.
- Festividad de San Agustín.

### Artesanía

#### Chinchorro de Moriche
Este arte consiste en tejer cuidadosamente la fibra de la palma de moriche, una vez salcochada e hilada, esta fibra es atada a palos especiales y tejida entre sí, dándole forma de sábana, que al colocarles las cabulleras en sus extremos, toma forma de chinchorro.

#### Sangrito
Este nombre se debe a que la materia prima utilizada para la elaboración de ésta artesanía, es extraída de las raíz de un árbol que lleva su nombre debido a que cuando es cortada su raíz esta tiende a sangrar; es de fácil moldeado ya que es una madera muy suave y liviana. Este material los indígenas warao lo utiliza para el moldeado de figuras de animales que habitan en la selvas y ríos que ellos frecuentan.

#### Artesaníawarao
Elaborada por los indígenas warao, en función del uso que se le da al objeto, sin desligarse al elemento trabajo. La materia prima son las fibras vegetales, mayormente el moriche y la madera de sangrito, con el cual tallan figuras, animales, también elaboran collares con peonías, pepa de zamuro y lágrimas de san pedro, entre otros materiales. Además, son fabricantes de arpones, boyas, escudos, flechas, velas, techos, cuerdas, horcones y puentes. La artesanía de los warao refleja su idiosincrasia organizativa, además de su mundo mágico: naturaleza, espíritu, hombre.

#### Artesanía barrancoide
Alfarería cuyo material principal es el barro arcilloso, que luego de su moldeado es horneado y pintado, realizando figuras como: muñecas, floreros, fachadas de casas, entre otros. Finalmente se lleva a la venta, encontrándola en diferentes zonas del Estado.

### Gastronomía
La gastronomía del Estado Monagas está basado en tubérculos y vegetales cultivados en la tierra y peces de río. Mucha de la cocina autóctona del estado, surgieron en la época de la colonia. También se ha visto influenciada por presentar platos típicos de Venezuela entre los platos más representativos están:
- El Casabe, este surge en el periodo prehispánico realizado por indígenas, se sirve como un acompañante, tiene forma de pan muy delgada elaborado a base de yuca o mandioca. Se destacan el casabe de Caripito.
- Sancocho de cangrejo de río.
- Sancocho de guaraguara: Sopa elaborada a base de guaraguara (un tipo de pescado de río, también llamado "corroncho"), verduras y ají dulce.
- Sancocho de busco: Sopa elaborada con pescado de río, verduras y ají dulce.
- Cachapa burrera: torta hecha a base de maíz tierno, azúcar y un punto de sal, resaltando las del poblado El Zamuro.
- Carato de mango, es una bebida preparada a base de mango verde sancochado. Se le extrae la pulpa y se licúa con agua y azúcar.[48]
- Dulces de almíbar, conservas de coco, turrón de maní, jalea de mango y dulce de leche, se venden en la población de El Corozo del municipio Maturín.[49]
- Torta de jojoto: es hecho a base de maíz.
- Mazamorra: postre hecho a base de maíz tierno.
- Bolas de plátano: acompañante en forma esférica hecho a base de plátano verde previamente hervido y machacado.

Las empanadas, la arepa raspada o pilada, el queso de mano, la cachapa, el mondongo, el pabellón criollo, el pescado salado (acompañado con batata u ocumo chino) y la jalea de guayaba son también platos típicos de Monagas.

### Símbolos del estado

Bandera del Estado Monagas.

#### Bandera del Estado Monagas
Fue creada por Julio César Adrían, el 10 de julio de 2002.
El Significado de las formas y colores incluidos en la Bandera es el siguiente:
- Azul celeste: Representa al cielo.
- Estrellas: 13 redondeando a la imagen de Juana la Avanzadora representan los 13 Municipios y la estrella grande en el centro identifica al Municipio Capital.
- Verde: Representa los suelos, cultivos, montañas, bosques y llanuras.
- Negro: Representa el petróleo.
- El sol: Representa el aura, vida y fuerza del pueblo y sus siete puntas simbolizan los 7 distritos originarios que dieron paso a los 13 Municipio actuales. El arco negro dentro del sol representa las armas de nuestros indígenas. El Sol nace en la mitad de la franja central (verde) y su altura máxima alcanza el borde superior de la primera franja.
- Azul marino: Represéntale Delta, Ríos, Lagos y Embalses.
- Imagen: La imagen de Juana Ramírez La Avanzadora la cual representa el heroísmo de la mujer monaguense.

Dagas: Las dagas que se cruzan en la parte inferior de la imagen de Juana La Avanzadora representan a los hermanos José Tadeo Monagas y José Gregorio Monagas, ambos próceres de la República. Las franjas ocupan el 30 % de la parte inferior de la separación entre ellas es la mitad del diámetro de cada franja.

Escudo del Estado Monagas.

#### Escudo
El escudo del Estado Monagas se halla dividido en dos cuarteles: en el superior, en campo verde, se ve un arado, un rastrillo y una hoz, que se entrelazan con un haz de espigas, atributos de la agricultura; y en el cuartel inferior, sobre el campo verde que representa el llano, y fondo azul cortado por el horizonte, aparece, a la sombra de un corpulento árbol, un toro simbolizando la cría, y en lontananza una galera de cerros. Una barra de plata atraviesa diagonalmente ambos cuarteles, y en ella se lee: “Resistió con valor”. Las extremidades de cuatro fusiles colocados en pabellón, aparecen sosteniendo el Escudo, y entre las bayonetas de estos una cabeza de caballo vuelta a la derecha del Escudo. Debajo y entre la parte inferior de los fusiles, se ve una cinta roja y negra, representativa de la guerra a muerte, y en ella una llave rota simbolizando que su capital fue forzada, pero jamás rendida. Como ornamento aparecen por los flancos del Escudo, entre cruzados por sus pies, una palma llanera y un vástago de caña de azúcar.

### Religión
La religión predominante de este estado es el cristianismo. El catolicismo es la rama cristiana que tiene el mayor número de seguidores. Es la consecuencia de la evangelización realizada por los misioneros católicos, como los franciscanos, en los siglos XVII y XVIII. La capital, Maturín, es sede de una diócesis católica desde 1958.
Por otra parte, la mezcla de los ritos católicos con los ritos de otras religiones como las indígenas y la yoruba es común en parte de la población. 
Algunas iglesias protestantes se han establecido en diferentes pueblos del estado. Entre ellas se encuentran pentecostales, luteranos, bautistas, adventistas del séptimo día, mormones y testigos de Jehová. Los anglicanos tienen una iglesia en el área de Caripe.
El Islam es practicado por algunos inmigrantes de países árabes, es posible además encontrar en Maturín seguidores del budismo, hinduismo, metafísica y otras creencias.

### Música
El estado cuenta con delegados del Sistema Nacional de Orquestas y Coros Juveniles e Infantiles. También posee participantes de la Sinfónica Infantil Nacional con sedes en Caripito, Municipio Bolívar, Teresén, municipio Caripe y Maturín.En 2021, se creó la Escuela de Tradiciones “Maestro Perucho Aguirre” del Instituto de la Cultura del Estado Monagas (Icum), donde se realizan una formación en el manejo de instrumentos de cuerda, viento y percusión como el cuatro, la guitarra, la mandolina y el bajo.

### Bailes y danzas
El baile más representativo del Estado Monagas es La Culebra de Ipure, originaria de San Antonio de Capayacuar. Donde los participante son femeninas y se organizan un detrás de la otra, de mayor a menor, la vestimenta suele ser de color amarillo y negro.
Por otro lado, el 7 de septiembre de 2022 el gobernador Ernesto Luna decretó al Ballet Romer Bottini como Patrimonio Cultural y Artístico del estado Monagas.tras haber obtenido el primer lugar en el IV Festival Nacional de Danza Orientalismo.Dirigido por Romer Botini, coreógrafo monaguense y promotor del Movimiento Nacional de Danza «Juana La Avanzadora».

### Literatura
En Maturín se suele realizar todos los años la Feria Internacional del Libro de Venezuela (Filven), en principio en los espacios del Complejo Cultural luego se ha trasladado a la sede de la lotería de Oriente (LDO). Por otro lado, el gobierno estadal cuenta con la Editorial Escritores Monaguenses. En 2025, el gobernador Ernesto Luna expresó la creación del Festival Internacional de Literatura Rogelio León.

### Cine
El cine en Estado Monagas, no es muy común. Se han realizado pocos largometrajes locales, como "el Vuelo del Papagayo", de Martín Martínez quien ganó premios como Mejor Largo Regional en el Festival de Araca en Estado Carabobo. Otras filmaciones monaguenses son; Tiempos difíciles, Enemigo en Casa, Muñecos de Pantano. Por su parte, ha tenido una importante presencia a nivel nacional con cortometrajes.En Maturín, regularmente se realiza el Festival de Cine Secuencias (Fescise), organizada por la Escuela de Cine y Medios Audiovisuales de Oriente (Ecima), donde se proyectan cortometrajes y se invitas a actores nacionales para brindar charlas y talleres.
Entre las producciones importantes, esta el documental "La Curagua: Producto de nuestra tierra", grabado en el municipio Aguasay por la televisora Vale TV.

## Turismo

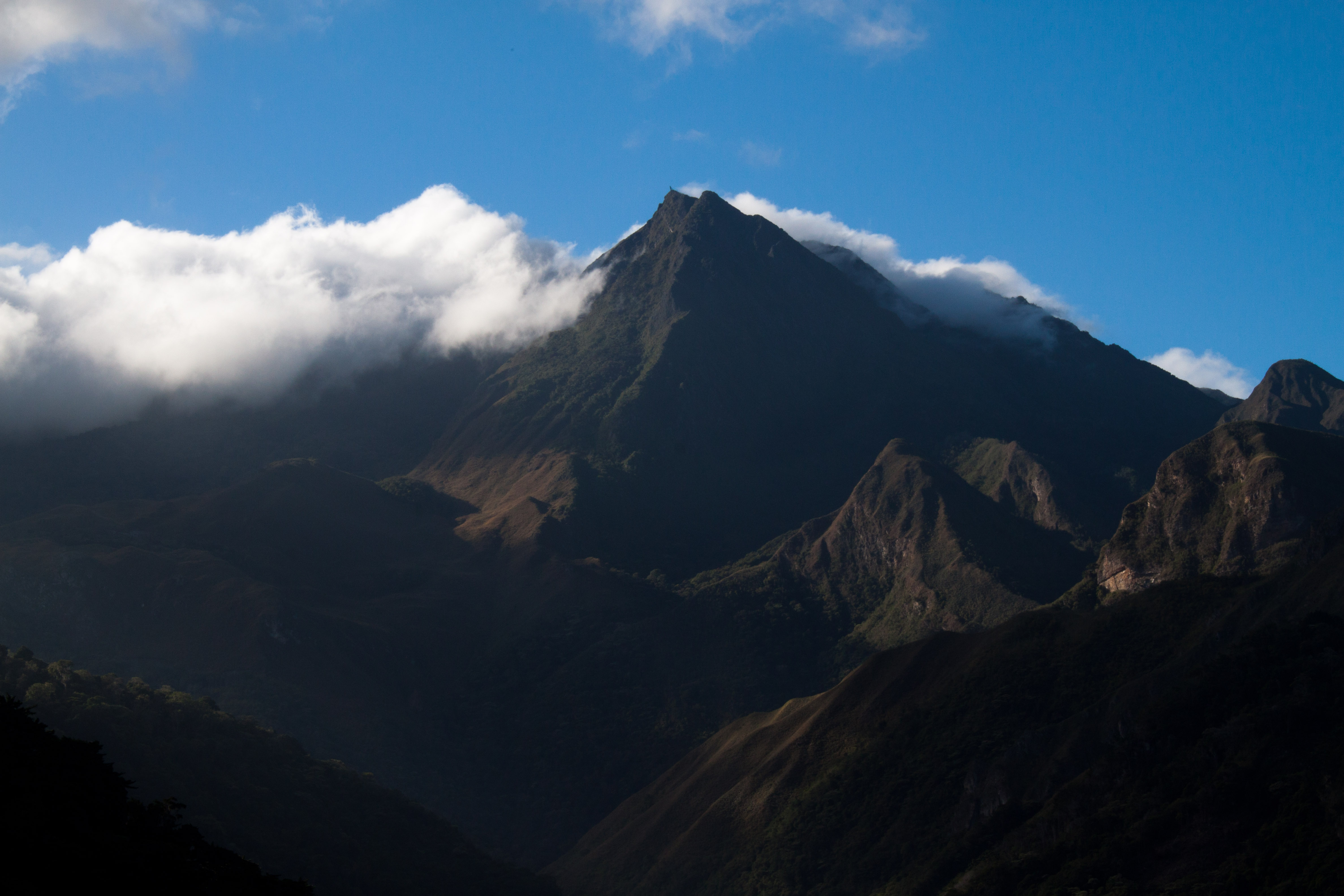
Cerro Negro, Estado Monagas

Los atractivos turísticos del Estado Monagas se localizan principalmente en el municipio Acosta y Caripe, como la cascada Caracol, Puertas de Miraflores y la cueva del Guácharo. Pero el estado tiene un abanico de posibilidades en toda su extensión. En el municipio Cedeño se han propuesto senderos y rutas para hacer senderismo y trekking. Navegar por los ríos San Juan y Morichal Largo, además el ente de turismo del Estado Monagas ha propuesto la Ruta Turística de San José de Buja para conectar sus caños navegables con los pueblos de la etnia Warao, resaltando de su gastronomía el pincho de gusano de moriche, el palmito natural y su sabroso pescado Morocoto.  La ciudad de Maturín, a puesto en plan el turismo local, con proyectos de "city tour" que consisten en paseos por casco central de la ciudad.

### Patrimonios naturales
- El patrimonio natural más importante del Estado Monagas es el parque nacional Cueva del Guacharo en el municipio Caripe, visitado por nacionales y extranjeros.[18]
- Puertas de Miraflores: también llamado Puertas del Guarapiche, es una garganta o cañón donde nace el río Guarapiche. Está formado por dos paredes rocosas de 100 metros de altura.
- Represa El Guamo: contiene las aguas de los ríos Guarapiche, Colorado, Cocollar y otros. Está construido sobre las ruinas de los pueblos de San Francisco, Cachimbo y Colorado. Tiene un parque.
- Balneario de Miraflores: sus aguas provienen del río Guarapiche y tienen temperaturas que oscilan entre 18 °C y 26 °C. Tiene un camino que lleva al viajero a las Puertas de Miraflores.
- Balneario La Bomba de Caripito en el sector La Tubería.
- Balneario Río Selva, espectacular espacio natural de aguas cristalinas surtido por las aguas de los ríos Tabasca y Uracoa. Ubicado en la población de Tabasca, cuenta con instalaciones de alojamiento, baños, aire acondicionado, restaurante, piscina con agua natural de morichales, kioscos con parrilleras y vestidores.
- Poza de Azufre: Ubicado en el Sector Los Morros. Este concurrido espacio apto para el turismo de Salud por las propiedades curativas que contiene la poza, formada por el brote de aguas subterráneas con un alto contenido de cobre y azufre. Posee una temperatura de aproximadamente 69 grados centígrados.
- Cascada el Nazareno: En medio de un exuberante bosque tropical, se halla escondida una espectacular caída de agua de más de 50 metros de altura sobre una inmensa roca, es un bello paisaje poco conocido por su acceso de aventura extrema, este paraíso natural está ubicado en el sector Las Parcelas. También se le conoce como la poza El Nazareno.
- Río Morichal Largo, está formado por planicies deltaicas y bosques de galerías que bordean sus márgenes. La especie vegetal predominante en esta selva húmeda es el árbol de moriche, cuyas raíces penetran profundamente hasta alcanzar las reservas subterráneas de agua, dando origen a los manantiales que alimentan el caudal de los ríos de la región. A lo largo del afluente, se puede divisar animales como loros, guacamayas, báquiros, manatíes, lapas, dantas, delfines de río, toninas y babas. Fue decretado en el 2011 como Reserva de Fauna y abarca una extensión de 129.700 hectáreas.[18]
- Volcán de Yagrumito: es un volcán de lodo ubicado a 6 km al sureste de la ciudad de Maturín, es de unos 2 o 3 m de altura relativa y ocupa unos 2000 m² (incluyendo las charcas de lodo y los barrizales sin vegetación) aunque el cono solamente no debe pasar de unos 400 m². La abertura del cráter tiene aproximadamente 50 cm de diámetro.
- Playa El Santo: a orillas del Golfo de Paria se ubica una playa prácticamente virgen de difícil acceso (se llega hasta ella sólo por vía fluvial desde Caripito a través del río San Juan).
- La Cascada El Chorrerón, es una cascada de 120 metros de altura.
- Cerro Negro, montaña de 2.280 metros.
- Ruta de los cuatro elementos, senderos por donde pasaron tribus kariñas en el municipio Cedeño, parroquia Areo, en la localidad de San Juan.[66]
- Sitio Rangeleño, en el municipio Cedeño. Donde se localiza la Piedra Peluda, flora autóctona y una cascada bautizada Mini Salto Ángel.[67]
- Sitio El Caracol del Tumiriquire es un conjunto de pozas naturales donde se pueden apreciar diferentes saltos de agua. La visita al sitio implica una larga caminata desde San Antonio de Capayacuar (municipio Acosta) subir las cascadas usando un equipo especial de indumentaria. Las cascadas tienen una caída de agua de aproximadamente 70 metros de altura.

### Patrimonios edificados

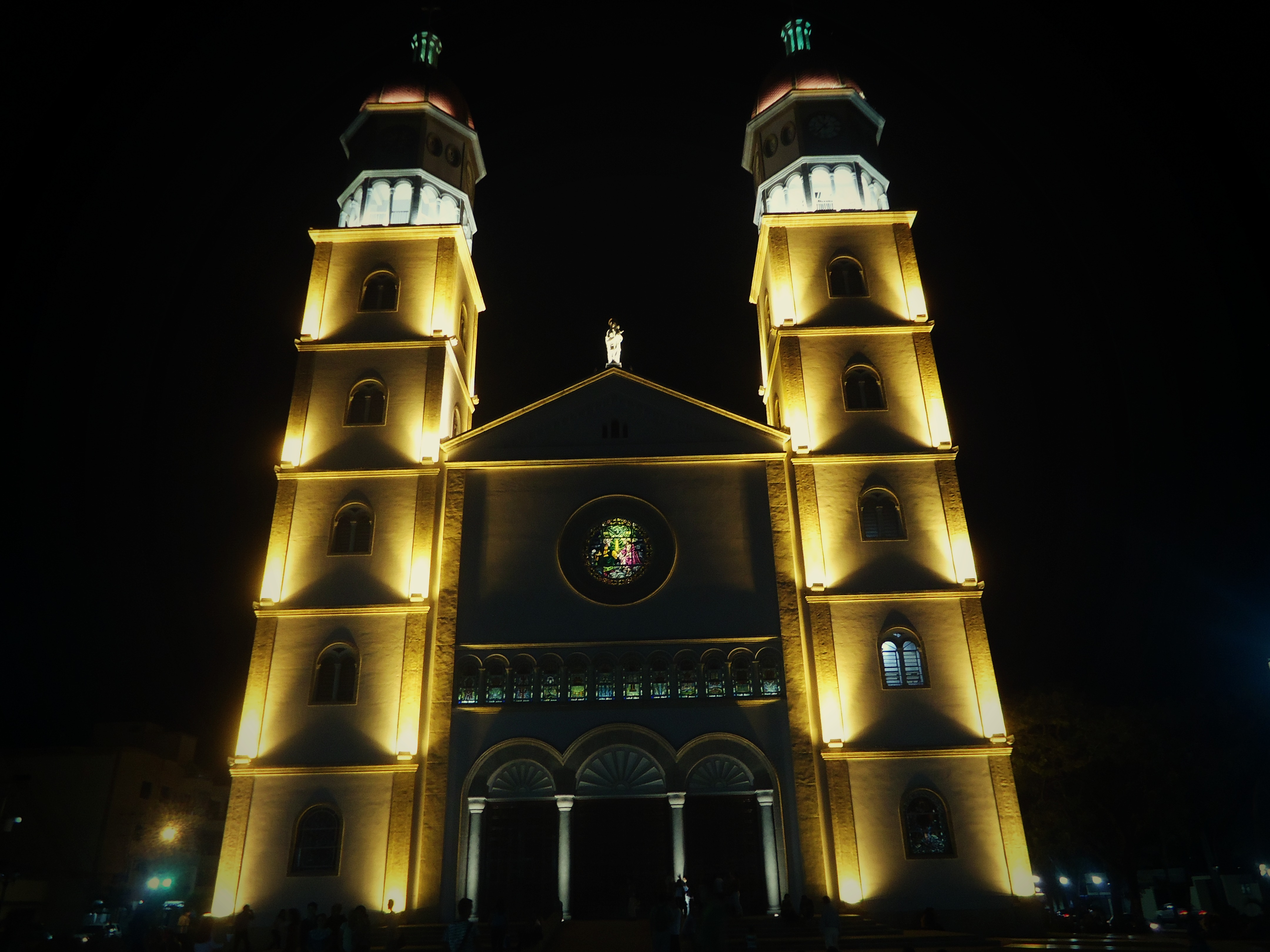
Catedral de Maturín

- Catedral de Nuestra Señora del Carmen: templo católico de estilo románico. Se encuentra entre la avenida Bolívar y la calle Monagas. Inaugurada en 1981, la catedral Nuestra señora del Carmen es considerada una de las catedrales más modernas de América Latina. Tiene unos lindos vitrales que adornan su interior.
- Iglesia San Simón de Maturín: es el templo católico más antiguo de Maturín. Se construyó entre 1884 y 1887. Es de estilo neogótico, con arcos en forma de ojiva. Posee una torre central en la fachada. Está en la calle Rojas, frente a la plaza Bolívar.
- Iglesia de San Francisco de Guayareguar: se encuentra cerca de la Represa El Guamo.
- Biblioteca Pública Williams H. Phelps: inaugurada el 5 de septiembre de 1948. Fue construida y donada por William H. Phelps Sr.
- Mural de la Fundación de San Antonio de Capayacuar: erigido en 1987. Se encuentra en la entrada de San Antonio.
- Iglesia de San Antonio de Padua de San Antonio de Maturín.
- El Playon - Comunidad "Culantrillar" parroquia San Antonio (Acosta)
- Iglesia Sagrado Corazón de Jesús de Caripito: es el principal templo católico del lugar fue construida en 1936.
- Casa de la Cultura Juvenal Ravelo de Caripito: es una casa de la cultura inaugurada en 1974. Tiene un auditorio, sala de exposiciones, camerinos, sala de conferencias, una biblioteca, salas de usos múltiples y una plaza recreativa interna. Se encuentra en el sector El Bajo, avenida Boyacá. Es llamada así en honor de Juvenal Ravelo, artista plástico nativo de Caripito.
- Monumento al Nazareno: construido en 2.05 con cemento, cabillas, mallas de acero galvanizado, por el escultor Jesús David Martínez. Consiste en una imagen del Nazareno, de 20 metros de altura, que lleva su cruz a cuesta y vestido con una túnica morada con ribetes dorados.
- Museo religioso de Caripito: alberga imágenes de tamaño natural y otros objetos de tipo religioso.
- Hacienda Sarrapial: casona típica de la época de la Venezuela agraria. Es sede de la Corporación Monaguense de Turismo. Ubicada en la avenida Alirio Ugarte Pelayo, elevado de Boquerón.
- Museo Uyapari: Museo antropológico fundado en 1984, sobre la antigua sede de la Escuela Nacional Uriapara, frente a la Plaza Bolívar. Es el más importante centro de difusión de la cultura barrancoide, la más antigua de Venezuela, destacando los trabajos científicos para el rescate del patrimonio arqueológico, como la realización de talleres de fabricación de réplicas de piezas originales barrancoides.
- Iglesia de San Rafael Arcángel de (Barrancas del Orinoco): Templo católico realizado originalmente en bahareque en el año 1790 por Fray Joaquín de Morata. Fue reconstruido en 1931 con estructura de cemento y en 1984 es objeto de un proceso de ampliación que culminó en 1987. Se mantuvo la fachada original, aunque reforzada para albergar una capacidad de 3000 personas.

### Playas
El estado Monagas cuenta con una pequeña franja costera con el mar, lo cual posee playas. El inconveniente es el acceso a las playas, ya que solo se permite su traslado vida fluvial por el Río San Juan desde Caripito.

## Deportes

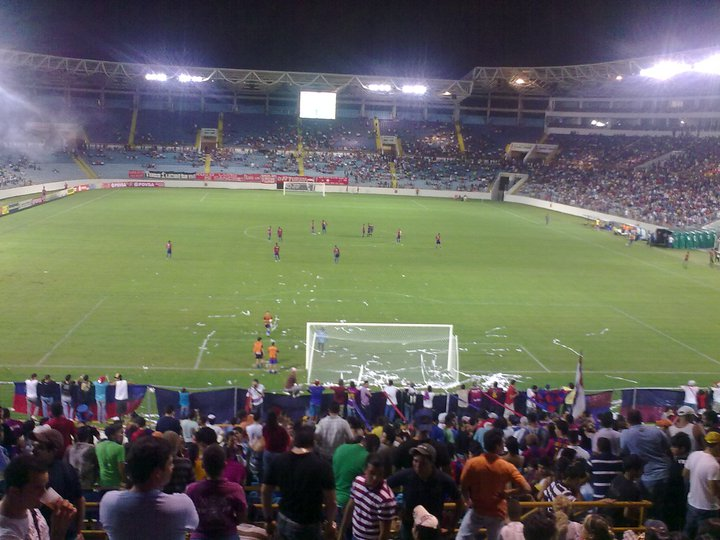
Estadio Monumental de Maturín.

En Estado Monagas cuenta con el Instituto del Deporte del Estado Monagas (Indem) con sede en la ciudad de Maturín, ente encargado de crear estrategias en el ámbito deportivo. En Monagas se practican disciplinas como atletismo, básquet, beisbol, fútbol, sóftbol, polo acuático, natación, ciclismo, además de ajedrezdonde con regularidad se realiza el torneo estadal de ajedrez clásico y blitzorganizado por la Asociación de Ajedrez de Monagas.
Por otro lado, se suelen realizar los Juegos Indígenas Monagas con la intención de preservar la tradición de los pueblos originarios, que abarcan las disciplinas como arco y flecha, cerbatana, wuatura, carrera de troncos, corte de leña, rayado de yuca, voleibol y fútbol. Estos incluyen participantes de los municipios Bolívar, Sotillo, Cedeño, Maturín y Libertador; así como de la comunidad de Mosú.Los atletas destacados posteriormente participan en los Juegos nacionales indígenas de Venezuela.
Estos son los principales equipos deportivos del estado:
| Club                     | Liga                                     | Estadio                         | Fundado | Títulos |
| ------------------------ | ---------------------------------------- | ------------------------------- | ------- | ------- |
| Monagas Sport Club       | Liga FUTVE                               | Estadio Monumental de Maturín   | 1987    | 2       |
| Atlético La Cruz         | AC2 FUTVE                                | Estadio Monumental de Maturín   | 2020    | 0       |
| Sulmona FC               | AC3 FUTVE                                | Estadio Alexander Bottini.      | 2006    | 0       |
| Monagas Futsal Club      | Liga FUTVE Futsal 1                      | Gimnasio Gilberto Roque Morales |         | 0       |
| Cangrejeros de Monagas   | Superliga de Baloncesto (SLB)            | Gimnasio Gilberto Roque Morales | 2013    | 0       |
| Elite Rugby Club Monagas | Campeonato Venezolano de Clubes de Rugby | Estadio Alexander Bottini.      | 2011    | 0       |

Además también se trabajan otras disciplinas como fútbol de salón, levantamiento de pesas o halterofilia,quien cuenta con un gimnasio dentro del Complejo Polideportivo de Maturín, el pádel,donde el 28 de junio de 2024 se inauguraron las instalaciones del Nuevo Club, localizado en dentro del Hotel Kariña y Club Palma Real. De la misma manera cuenta con un equipo de beisbol infantil llamado Criollitos Monagas.
Las ligas locales de fútbol son organizadas por la Asociación de Fútbol del Estado Monagas (AFEM).
Por su parte, está presente la Asociación de Bolas Criollas y Bochas del estado Monagas, para la práctica de las bolas criollas.
Entre las artes marciales que se practican en el estado, destacan karate do, wushu, kenpo, judo (Asociación de Judo de Monagas).

### Instalaciones deportivas
- Monagas posee diversos equipos que participan en Ligas nacionales de Venezuela. Además desde 2007 posee el estadio más grande del país el estadio Monumental de Maturín construido para la Copa América 2007.
- Complejo Polideportivo de Maturín, fue construido para la realización de los Juegos Nacionales de 1982. Se remodelaron algunas áreas a finales de 2023. Tiene diversas instalaciones para la práctica de deportes como baloncesto, fútbol, béisbol menor, fútbol de salón, tenis, natación, ciclismo y atletismo. Se encuentra en la avenida Raúl Leoni.
- Kartódromo de Viboral: lugar de competencia de motocross, karting y exhibiciones de autos tuning a nivel nacional.
- Campo de Golf de San Miguel Country Club: ubicado al norte de la ciudad.

## Medios de comunicación

### Prensa escrita
Actualmente el estado Monagas cuenta con dos periódicos con distribución a nivel estadal, estos son El Periódico de Monagas y La Verdad de Monagas. El Oriental, La Prensa de Monagas y el Extra de Monagas, dejaron de circulas de forma impresa.

## Política y gobierno

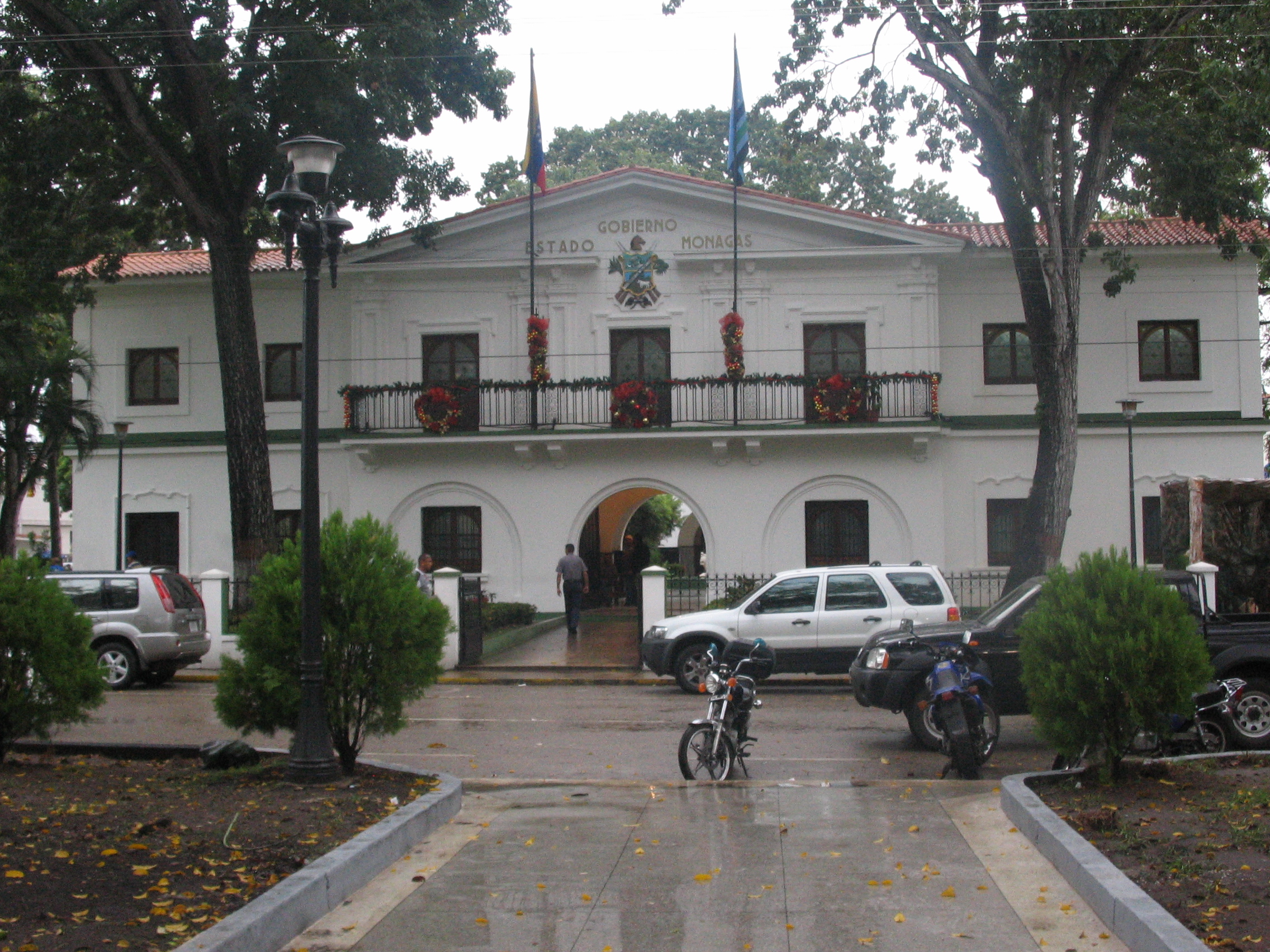
Palacio de Gobierno en Maturín.

Monagas posee las cinco ramas del Poder Público, y es autónomo e igual al resto de los estados de la Federación que forma Venezuela:

### Poder Ejecutivo
Está formado por el Gobernador de Monagas, y un gabinete de Secretarios Estadales de su confianza que le asisten en la gestión de gobierno y son funcionarios de libre nombramiento y remoción, un procurador, institutos autónomos y fundaciones estadales.

#### Dependencias
- Dirección de Educación del Estado Monagas (DIEM).

### Poder Legislativo
Está formado por un parlamento unicameral llamado Consejo Legislativo del Estado Monagas, encargado de aprobar el presupuesto regional, aprobar leyes de ámbito estadal y supervisar la gestión del gobernador del estado.

### Poder Judicial
Depende del poder judicial a nivel nacional organizada mediante la Circunscripción Judicial del estado Monagas.

### Poder Ciudadano
Formado por el Consejo Moral Estadal y la Contraloría general del estado, encargada esta última de supervisar el buen uso de los recursos de los que dispone el gobierno regional

### Poder Electoral
Depende del Consejo Nacional Electoral a nivel nacional que organiza la región mediante la llamada Junta Electoral Principal del estado Monagas
Monagas está organizada sobre la base de la Constitución del Estado Monagas, aprobada por el Consejo Legislativo el 21 de marzo de 2002.

## Criminalidad
Según el Observatorio Venezolano de Violencia los delitos más frecuentes durante el 2021 en el estado son; robo, homicidio e intento de homicidio, también agresión (lesiones graves y leves). Concentrándose en su mayoría en los municipios Maturín, Ezequiel Zamora y Piar. La mayoría de los delitos son cometidos por pandillas y bandas delictivas. En noviembre de 2019, se cometieron 39 homicidios en el Estado Monagas.
En una entrevista realizada al General de División (G/D) Romerl Enrique Romero Domínguez, Comandante de la  Zona Operativa de Defensa Integral (ZODI) 52 Monagas, mencionó que el Estado Monagas se ubica en el puesto siete (7) de los estados más seguros de Venezuela,para diciembre de 2023.